# Eupithecia hyperboreata
Eupithecia hyperboreata är en fjärilsart som beskrevs av Otto Staudinger 1861. Eupithecia hyperboreata ingår i släktet Eupithecia och familjen mätare. Inga underarter finns listade i Catalogue of Life.